# 阿布列斯
阿布列斯（法語：Abriès）是法国上阿尔卑斯省的一个市镇，属于布里扬松区。该市镇2009年时的人口为299人。

## 人口
阿布列斯人口变化图示
| 数据来源：INSEE |